# Dan Renouf
Daniel "Dan" Renouf, född 1 juni 1994, är en kanadensisk professionell ishockeyback som är kontrakterad till Boston Bruins i National Hockey League (NHL) och spelar för Providence Bruins i American Hockey League (AHL). 
Han har tidigare spelat för Detroit Red Wings och Colorado Avalanche i NHL; Grand Rapids Griffins, Charlotte Checkers och Colorado Eagles i AHL; Maine Black Bears i National Collegiate Athletic Association (NCAA) samt Youngstown Phantoms i United States Hockey League (USHL).
Renouf blev aldrig NHL-draftad.

## Statistik
| 2009–2010   | Ajax/Pickering Raiders | ETA         | 73  | 17 | 39 | 56 | 60  | —  | — | — | — | —  |
|             | Whitby Fury            | OJHL        | 2   | 0  | 0  | 0  | 0   | —  | — | — | — | —  |
| 2010–2011   | The Hill Academy       |             | 62  | 10 | 43 | 53 | 34  | —  | — | — | — | —  |
| 2011–2012   | Youngstown Phantoms    | USHL        | 58  | 1  | 14 | 15 | 53  | 6  | 0 | 2 | 2 | 4  |
| 2012–2013   | Youngstown Phantoms    | USHL        | 57  | 10 | 18 | 28 | 83  | 9  | 0 | 1 | 1 | 7  |
| 2013–2014   | Maine Black Bears      | NCAA        | 34  | 1  | 10 | 11 | 12  | —  | — | — | — | —  |
| 2014–2015   | Maine Black Bears      | NCAA        | 39  | 3  | 9  | 12 | 24  | —  | — | — | — | —  |
| 2015–2016   | Maine Black Bears      | NCAA        | 38  | 6  | 9  | 15 | 36  | —  | — | — | — | —  |
|             | Grand Rapids Griffins  | AHL         | 6   | 0  | 1  | 1  | 5   | —  | — | — | — | —  |
| 2016–2017   | Detroit Red Wings      | NHL         | 1   | 0  | 0  | 0  | 0   | —  | — | — | — | —  |
|             | Grand Rapids Griffins  | AHL         | 67  | 3  | 13 | 16 | 95  | 19 | 2 | 2 | 4 | 6  |
| 2017–2018   | Grand Rapids Griffins  | AHL         | 73  | 2  | 10 | 12 | 83  | 5  | 0 | 1 | 1 | 19 |
| 2018–2019   | Charlotte Checkers     | AHL         | 74  | 2  | 22 | 24 | 121 | 12 | 1 | 2 | 3 | 23 |
| 2019–2020   | Colorado Eagles        | AHL         | 54  | 2  | 14 | 16 | 82  | —  | — | — | — | —  |
| 2020–2021   | Colorado Avalanche     | NHL         | 18  | 0  | 3  | 3  | 16  | —  | — | — | — | —  |
|             | Colorado Eagles        | AHL         | 5   | 1  | 2  | 3  | 4   | —  | — | — | — | —  |
| 2021–2022   | Detroit Red Wings      | NHL         | 4   | 0  | 0  | 0  | 7   | —  | — | — | — | —  |
|             | Grand Rapids Griffins  | AHL         | 63  | 3  | 11 | 14 | 53  | —  | — | — | — | —  |
| 2022–2023   | Boston Bruins          | NHL         | 1   | 0  | 0  | 0  | 0   | —  | — | — | — | —  |
|             | Providence Bruins      | AHL         | 54  | 1  | 10 | 11 | 57  | 2  | 0 | 0 | 0 | 0  |
| NHL totalt  | NHL totalt             | NHL totalt  | 24  | 0  | 3  | 3  | 23  | —  | — | — | — | —  |
| AHL totalt  | AHL totalt             | AHL totalt  | 396 | 14 | 83 | 97 | 500 | 38 | 3 | 5 | 8 | 48 |
| NCAA totalt | NCAA totalt            | NCAA totalt | 111 | 10 | 28 | 38 | 72  | —  | — | — | — | —  |
| USHL totalt | USHL totalt            | USHL totalt | 115 | 11 | 32 | 43 | 136 | 15 | 0 | 3 | 3 | 11 |